# Zamek w Leśnicy
Zamek w Leśnicy – dawny zamek i rezydencja książęca w Leśnicy, powstały w 1132 roku jako gródek obronny, od tego czasu wielokrotnie niszczony i przebudowywany. Po włączeniu księstwa wrocławskiego w skład królestwa Czech zamek w okresie 1339-1945 stał się rezydencją bogatych rodów mieszczan wrocławskich. Podczas działań wojennych II wojny światowej nie został zniszczony. Po pożarze w 1953 roku odbudowany i przebudowany na potrzeby domu kultury bez zachowania wystroju i wyposażenia wnętrz. Obecnie mieści się w nim Centrum Kultury „Zamek”.
Wraz z zabytkowym parkiem tworzy zespół pałacowo-parkowy.

## Historia

### Okres piastowski
Zamek prawdopodobnie został zbudowany w 1132 roku jako niewielki gródek. W nocy z 7 na 8 grudnia 1201 roku zmarł w nim Bolesław I Wysoki. Zgodnie z testamentem księcia miejscowość, w której umrze, miała być przekazana cystersom z opactwa w Lubiążu. Jego syn Henryk I Brodaty, motywując to potrzebą posiadania rezydencji podczas częstych podróży pomiędzy Wrocławiem a Legnicą, pozostawił sobie zamek, a jako rekompensatę przekazał wieś Bartoszowa. Murowany zamek wzmiankowany w 1271 roku zbudował Bolesław I Wysoki lub Henryk I Brodaty. Po śmierci Henryka VI Dobrego, ostatniego księcia wrocławskiego, zamek wraz z całym księstwem stał się częścią królestwa Czech.

### Okres czeski
W 1339 roku zamek stał się rezydencją mieszczańską po tym, jak Leśnica (wówczas samodzielne miasto) została sprzedana przez króla Czech Jana Luksemburskiego wraz z zamkiem mieszczaninowi wrocławskiemu Gysko de Reste za 300 praskich groszy. Pomiędzy 1339 i 1412 rokiem kilkakrotnie zmieniał właścicieli. Najpierw był własnością braci von Sitten (Wilherus i Johannes), od 1348 roku do Petera Riegera, następnie Ottona z Nysy (Otto von der Neisse), a w latach 1377–1399 Nikolausa Klettendorfa. W 1348 roku przebywał na nim Karol IV Luksemburski. W 1412 roku zamek został kupiony przez wrocławskiego patrycjusza Michaela Banke, który w 1420 roku, na podstawie królewskiej zgody, zbudował nowe założenie – otoczony fosą murowany zespół obronny, złożony z dwóch domów oraz wieży. Zniszczony w 1428 roku przez wojska husyckie, a w 1459 roku spalony przez mieszczan wrocławskich z obawy przed przejęciem zamku przez husyckiego króla Jerzego z Podiebradów. W 1494 roku zamek przeszedł w posiadanie rodu von Hörnigów. Po bezpotomnej śmierci Ludwika II Jagiellończyka w 1526 roku Czechy dostały się pod panowanie Habsburgów.

### Okres habsburski
W 1563 roku na zamku przebywał Maksymilian II Habsburg. W roku 1610 Heinrich von Hörnig wybudował nową urządzoną z przepychem ufortyfikowaną siedzibę rodową w miejscu poprzedniego zamku. W 1611 roku odwiedził ją król czeski Maciej Habsburg (od 1612 roku cesarz rzymski). Zamek został zniszczony w 1633 roku przez działania zbrojne wojny trzydziestoletniej. W rękach rodu von Hörnig zamek pozostawał do roku 1641. W 1651 roku został kupiony przez Horatiusa von Forno (z którym związane jest legenda o duchu nawiedzającym zamek) i pozostawał własnością tego rodu (z krótka przerwą na początku XVIII wieku) do roku 1733, kiedy kupiony został przez Zakon Krzyżowców z Czerwoną Gwiazdą i w latach 1735–1740 pod kierownictwem architekta Christopha Hacknera przebudowany w stylu barokowym (scalono istniejące dwa skrzydła w jedną bryłę i ujednolicono elewację zachowując poprzedni charakter wnętrz). Na trakcie prowadzącym do Środy Śląskiej (obecnie plac Świętojański) ustawiono pomnik Matki Boskiej i św. Jana Nepomucena. Po I wojnie śląskiej Leśnica wraz z większą częścią Śląska oraz z ziemią kłodzką stała się częścią Królestwa Prus, a potem Cesarstwa Niemieckiego.

### Okres pruski i niemiecki
W 1742 roku zamek został sprzedany baronowi Ferdinandowi von Mudrachowi, który w latach 1752–1757 przebudował wnętrza w stylu rokoko. Architektem tej przebudowy był Johann Merck, a przy budowie pracowali kamieniarze Hans Georg Orth z Wrocławia i Heinrich Calame z Poczdamu, snycerz Ehbisch, sztukator Christian Adam Koch, wrocławski rzeźbiarz Albrecht Siegwitz. Wieczorem 5 grudnia 1757 roku, po bitwie pod Lutynią, król Fryderyk II Wielki miał zaskoczyć i pojmać kwaterujących w pałacu austriackich oficerów (nie wiadomo, czy wydarzenie to miało rzeczywiście miejsce, ale po nagłośnieniu stało się częścią miejscowe tradycji). Na zamku przed bitwą kwaterę miał Karol Lotaryński, głównodowodzący wojsk austriackich. W 1761 zamek przeszedł na własność rodziny von Maltzanów. Podczas wojen napoleońskich w zamku kwaterowały wojska francuskie i bawarskie (1806–1807), książę Hieronim Bonaparte (1808), marszałek Michel Ney (1813). W 1836 roku zamek wraz z majątkiem został kupiony za cenę 125 tysięcy talarów przez Carla von Wylich und Lottum i w roku 1837 stał się częścią ordynacji rodu von Wylich und Lottum złożonej z dóbr Leśnicy, Ratynia i Mokrego. W 1841 roku majątek odziedziczył syn Carla von Wylich und Lottum – Hermann Friedrich (poseł w Holandii). Następnie zamek był w posiadaniu synów Hermanna: Moritza (1849–1876) i Wilhelma (1876–1907). Zamek odziedziczyła trzecia córka Wilhelma, Wiktoria von Wylich und Lottum (zmarła w 1933 roku), a jej mąż Ludolf von Wylich und Lottum, ostatni właściciel zamku, zmarł nie pozostawiając następców w dniu 20 marca 1944 roku w Neklade na Rugii. Podczas działań wojennych II wojny światowej nie został zniszczony.

### Okres PRL
Po II wojnie światowej zamek stał opuszczony w latach 1945–1953, spalony w 1953 roku, zabezpieczony w 1958 roku, podczas odbudowy oraz prac adaptacyjnych na potrzeby domu kultury z lat 1959–1963 zniszczono pozostałe po pożarze wyposażenie i wystrój wnętrz. W 1962 roku zamek został wpisany do rejestru zabytków. Po 1974 roku remont i adaptacja piwnic i kazamatów.

### Okres współczesny
W 1995 roku przeprowadzono remont elewacji. Obecnie w zamku mieści się Centrum Kultury „Zamek”, będące instytucją kultury miasta Wrocławia.

## Architektura
Zamek jest budowlą murowaną z cegły, tynkowaną, dwuskrzydłową, trójkondygnacyjną, podpiwniczoną. Wokół pałacu znajduje fosa z tworzącymi taras fortyfikacjami bastejowymi z ambrazurami. W piwnicach znajdują się relikty zamku z 1271 roku. Główne wejście usytuowane centralnie pod balkonem z metalową  baustradą. Nad oknami balkonowymi pierwszego piętra herb barona Ludolfa von Veltheim-Lottum trzymany przez dwa lwy, właściciela do 1945.

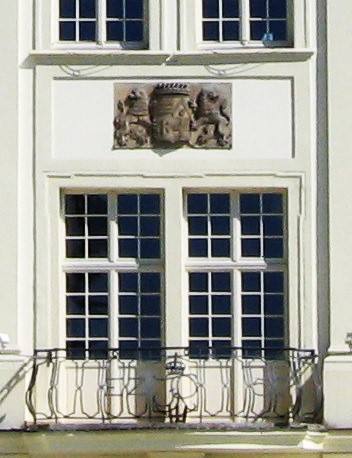
Herb Veltheim-Lottum
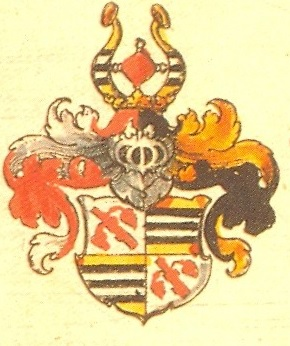
Herb von Veltheim
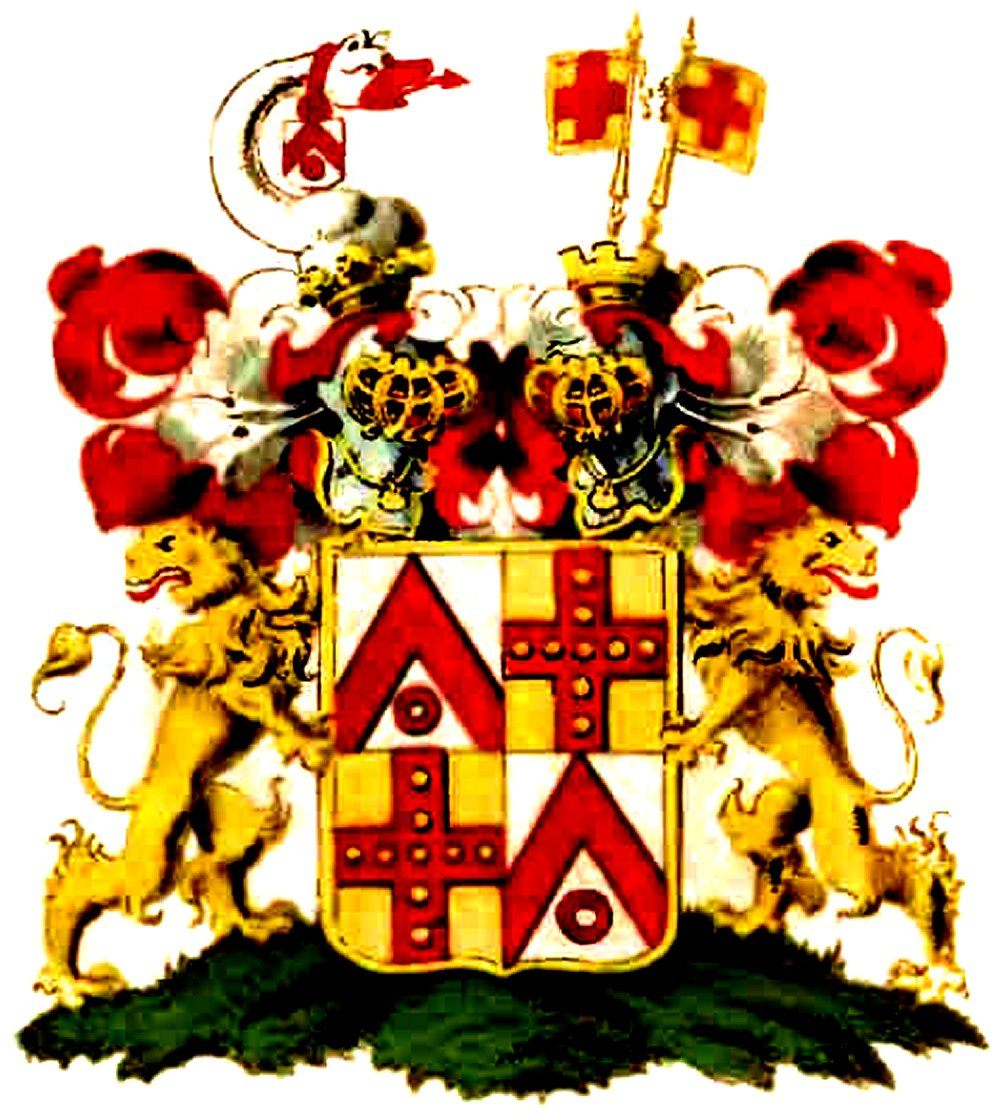
Herb von Lottum
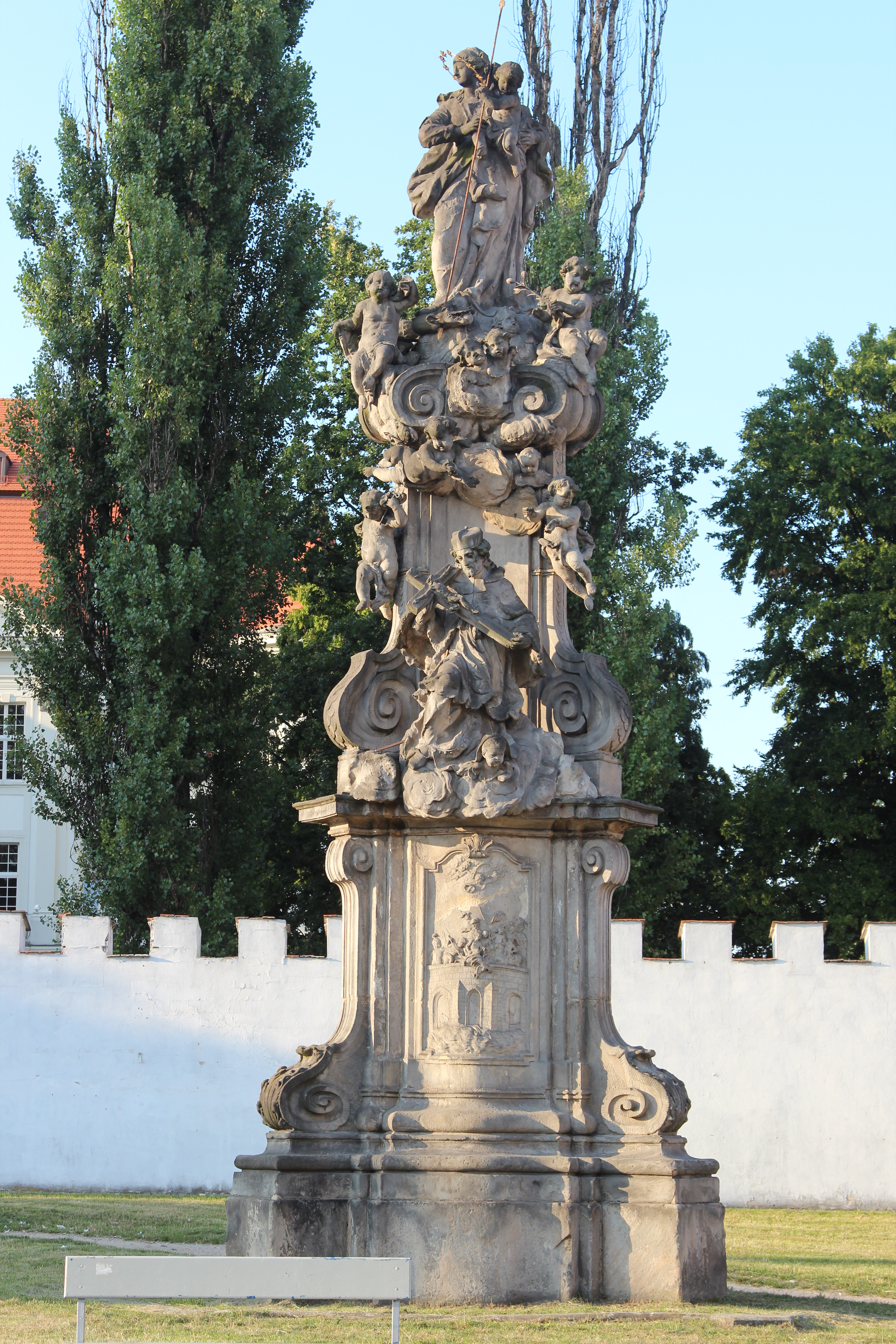
Figury MB i Nepomucena

## Legenda
Legenda mówi, iż na zamku pokutuje dusza starosty śląskiego hrabiego Horacego (Horatiusa) von Forno, który w 1663 roku nakazał zmasakrowanie stabłowickich chłopów, którzy protestowali przeciwko likwidacji kościołów protestanckich lub też 50 chłopów wraz z żonami i dziećmi, którzy nie chcąc przejść na katolicyzm schronili się na cmentarzu, gdzie oddano do nich śmiertelną salwę, a ciała wrzucono do wody.
Horacy von Forno był postacią historyczną pełnił urząd prezydenta kamery. Po jego śmierci w 1654 roku Rada Miejska zezwoliła na pochówek w kościele Najświętszej Marii Panny na Piasku, ale z daleko idącymi zastrzeżeniami, nocną porą, bez śpiewów i ceremonii.